# Alitam
Alitam är ett asparaginsyrainnehållande dipeptidsötningsmedel, som utvecklades av Pfizer i början av 1980-talet och marknadsförs för närvarande i vissa länder under varumärket Aclame.
De flesta dipeptider är inte söta, men den oväntade upptäckten av aspartam 1965 ledde till en sökning efter liknande föreningar som delade dess sötma. Alitam är ett sådant andra generationens dipeptidsötningsmedel. Neotam, utvecklat av ägarna till varumärket NutraSweet, är ett annat.
Alitam är ca 2 000 gånger sötare än sackaros (bordssocker), ca 10 gånger sötare än aspartam och har ingen eftersmak. Dess halveringstid under heta eller sura förhållanden är ungefär dubbelt så lång som aspartam, även om vissa andra konstgjorda sötningsmedel, såsom sackarin och acesulfamkalium, ännu är mer stabila. Till skillnad från aspartam innehåller alitam inte fenylalanin och kan därför användas av personer med fenylketonuri.
Alitam är godkänt för användning i Mexiko, Australien, Nya Zeeland och Kina men ännu (2022) inte i EU och har tilldelats E-numret E956. Danisco har dragit tillbaka sin framställan om att använda alitam som sötningsmedel eller smakämnen i livsmedel i USA.
Sweeny tar också upp en förening med en sötma på 1 200 gånger högre än sackaros i sin granskning, av US Patent 4,411,925 baserat på en NH-CH (cyklopropyl) tert-butyl (Ex 6). Ex 5, med NH-CH(cyklopropyl)2 är också 1 200 gånger högre än sackaros. Dessa är bra grund för andrahandsval.